# Pachydactylus scutatus
Pachydactylus scutatus är en ödleart som beskrevs av  Hewitt 1927. Pachydactylus scutatus ingår i släktet Pachydactylus och familjen geckoödlor.

## Underarter
Arten delas in i följande underarter:
- P. s. angolensis
- P. s. scutatus